# 예르생 박물관

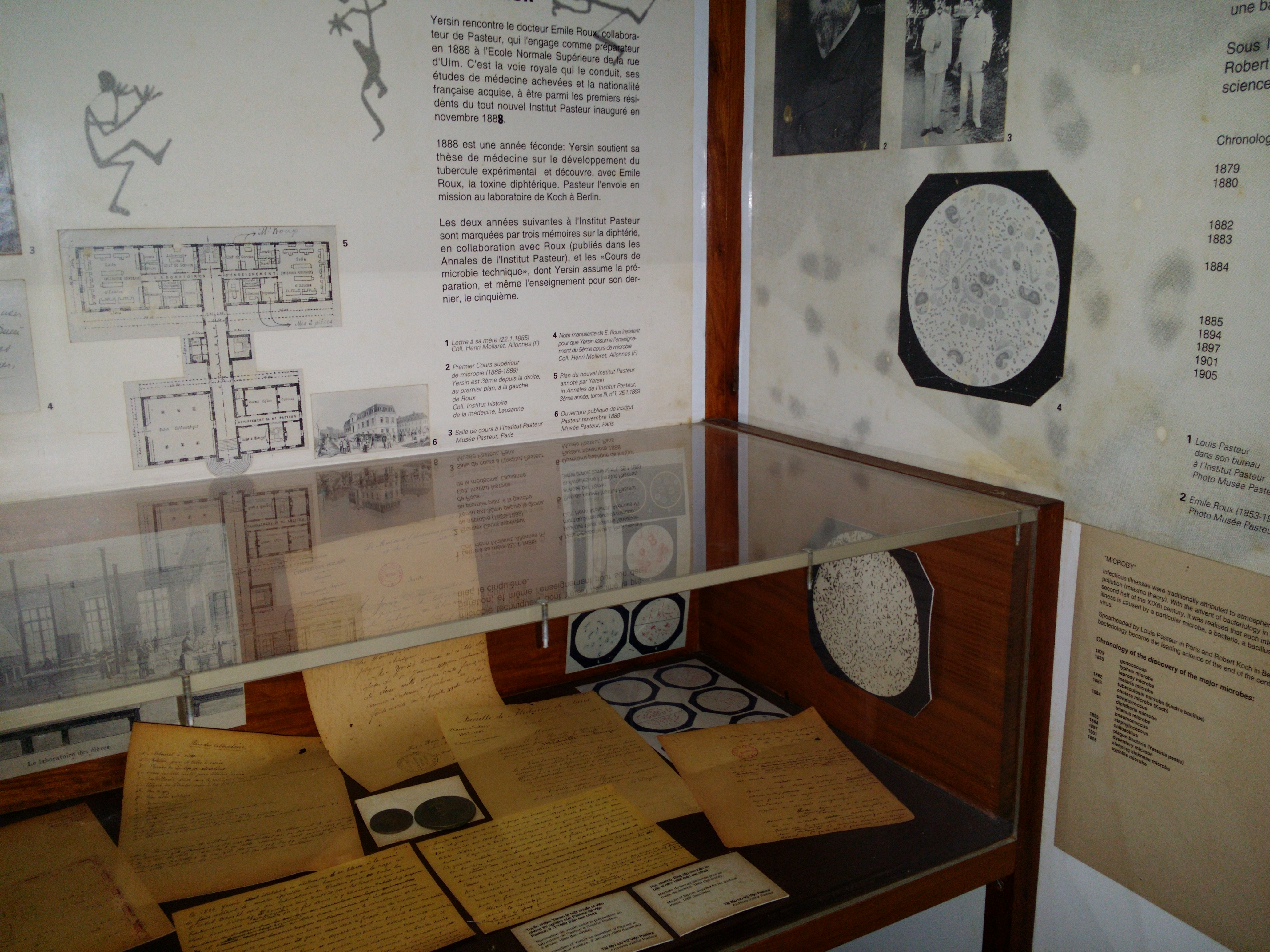
냐짱 예르생 박물관

예르생 박물관(Yersin Museum)은 베트남 카인호아성 냐짱에 있는 박물관이다. 프랑스-스위스 세균학자 알렉상드르 예르생에게 봉헌된 박물관이다.

## 개요
예르생의 고택과 파스퇴르 연구소 냐짱이 있는 쩐푸 대로 8번가에서 10번가 사이에 위치하고 있다.
이 박물관은 예르생의 연구 장비와 편지들을 많이 소장하고 있을 뿐만 아니라 그가 세균학, 의학, 과학에 기여한 것에 대한 설명을 제공한다. 표제는 영어와 베트남어 번역과 함께 프랑스어로 되어 있다.
오전 8시부터 오전 11시, 오후 2시까지 평일 오후 4시 30분까지 영업하며 토요일과 일요일에는 휴무한다. 입장료는 성인의 경우 VND 20,000동이다.